# Son de Fierro
Son de Fierro è una telenovela argentina prodotta da Pol-ka Producciones e trasmessa dall'8 gennaio 2007 al 6 febbraio 2008 su Canal 13.
In origine, si trattava di una telecommedia, però durante la programmazione sono stati inseriti elementi drammatici alle storie narrate.
I protagonisti sono María Valenzuela e Osvaldo Laport, mentre i co-protagonisti Andrea Pietra, Martín Seefeld, Manuela Pal e Felipe Colombo. Nel cast principale dei personaggi giovanili vi sono gli attori Mariano Martínez, Vanesa González e Sabrina Carballo, mentre come antagonisti Eleonora Wexler e Dora Baret.
La telenovela è stato il scenario dell'ultima apparizione televisiva di Juan Carlos Dual, deceduto il 24 agosto 2015.

## Trama
Martin Fierro e Lucia sono sposati da 25 anni. Il primo è un macellaio e padre di famiglia altruista, mentre lei è una docente di storia, non più operativa, dopo che ha deciso di prendersi cura del figlio maggiore Juan, diventato cieco.
Nel paese fa il suo ritorno José María Fontana, l'ex fidanzato di Lucia che le offre un lavoro al Ministero dell'Educazione, portando disordine alla famiglia Fierro.
Anche i loro figli vivono alcuni momenti di conflittualità: Juan, dopo aver lottato per la ricerca di un lavoro nonostante la sua cecità, riesce ad essere assunto come insegnante di storia nella stessa scuola dove è alunno "Il pigro", un amico del fratello Lucho e di Vanesa, una giovane di cui entrambi i fratelli sono innamorati. La figlia di mezzo, Sandy, invece, è una studentessa di medicina dal carattere responsabile. Anche la madre di Lucia, Mimicha, una donna fine, si mette continuamente nei guai: dopo aver affittato il suo appartamento ad alcuni coreani per avere un guadagno extra, ha anche abbandonato un hotel senza fare il check-out, motivo per il quale è stata arrestata assieme a Sisí e Ángel.

## Personaggi e interpreti
- Martín Fierro, interpretato da Osvaldo Laport.
 Il capo della famiglia Fierro, lavora come macellaio.
- Lucía Fierro, interpretata da María Valenzuela.
 Soprannominata Lucy
- Juan Martín Fierro, interpretato da Mariano Martínez.
- Sandra Fierro, interpretata da Soledad Fandiño.
 Soprannominata Sandy
- Lucho Fierro, interpretato da Felipe Colombo.
- Ezequiel, interpretato da Favio Posca.
- Ángel Fierro, interpretato da Freddy Villarreal.
- Mimicha, interpretata da Dora Baret.
- Martín Fierro, interpretato da Juan Carlos Dual.
 Don Martín
- Karina Andurregui, interpretata da Camila Bordonaba (episodi 1-137/179-181/212-251).
- Rita, interpretata da Eleonora Wexler.
- José María Fontana, interpretato da Mario Pasik (episodi 1-132).
- Morena Fontana, interpretata da Vanesa González.
- Sissi, interpretata da Mónica Antonopulos (episodi 1-69) e Isabel Macedo (episodi 70-251).
- Amadeo Andurregui, interpretato da Facundo Espinosa.
- Remo Ortelli, interpretato da José Luis Mazza.
- Luli, interpretata da Manuela Pal.

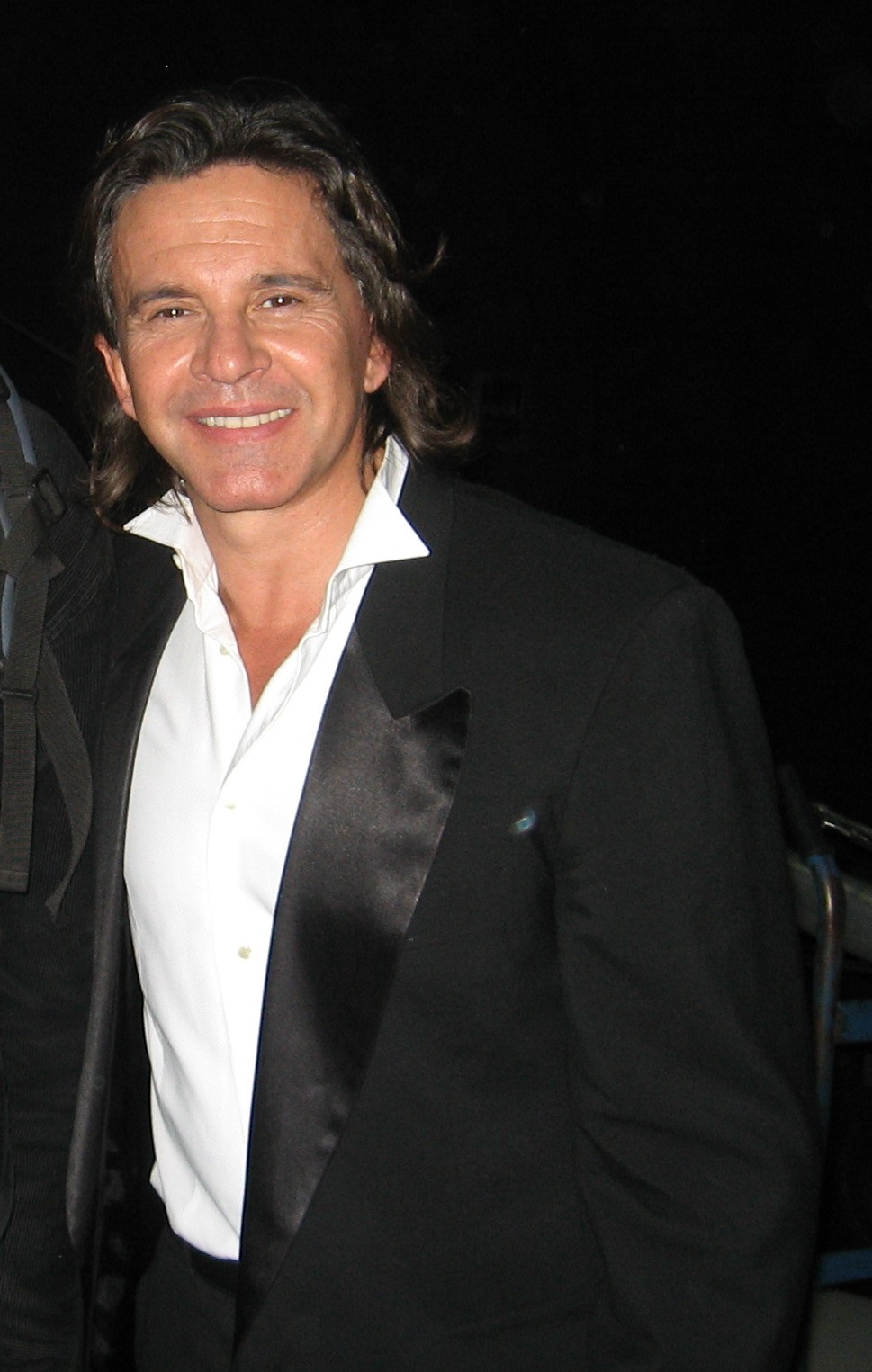
Osvaldo Laport interpreta Martín Fierro
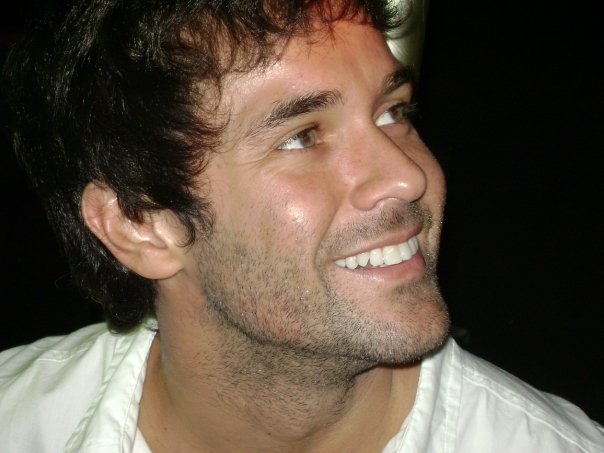
Mariano Martínez interpreta Juan Fierro
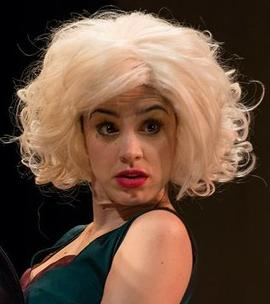
Vanesa González interpreta Morena Fontana
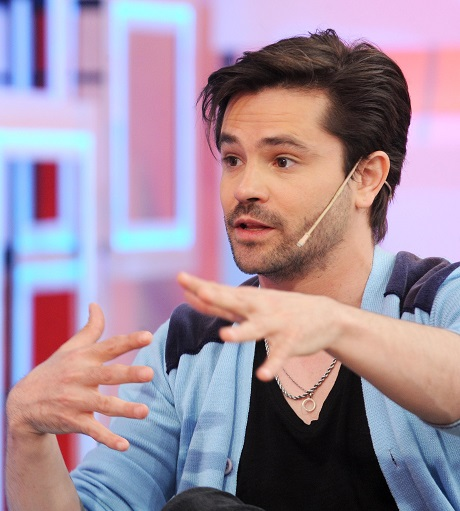
Felipe Colombo interpreta Lucho Fierro
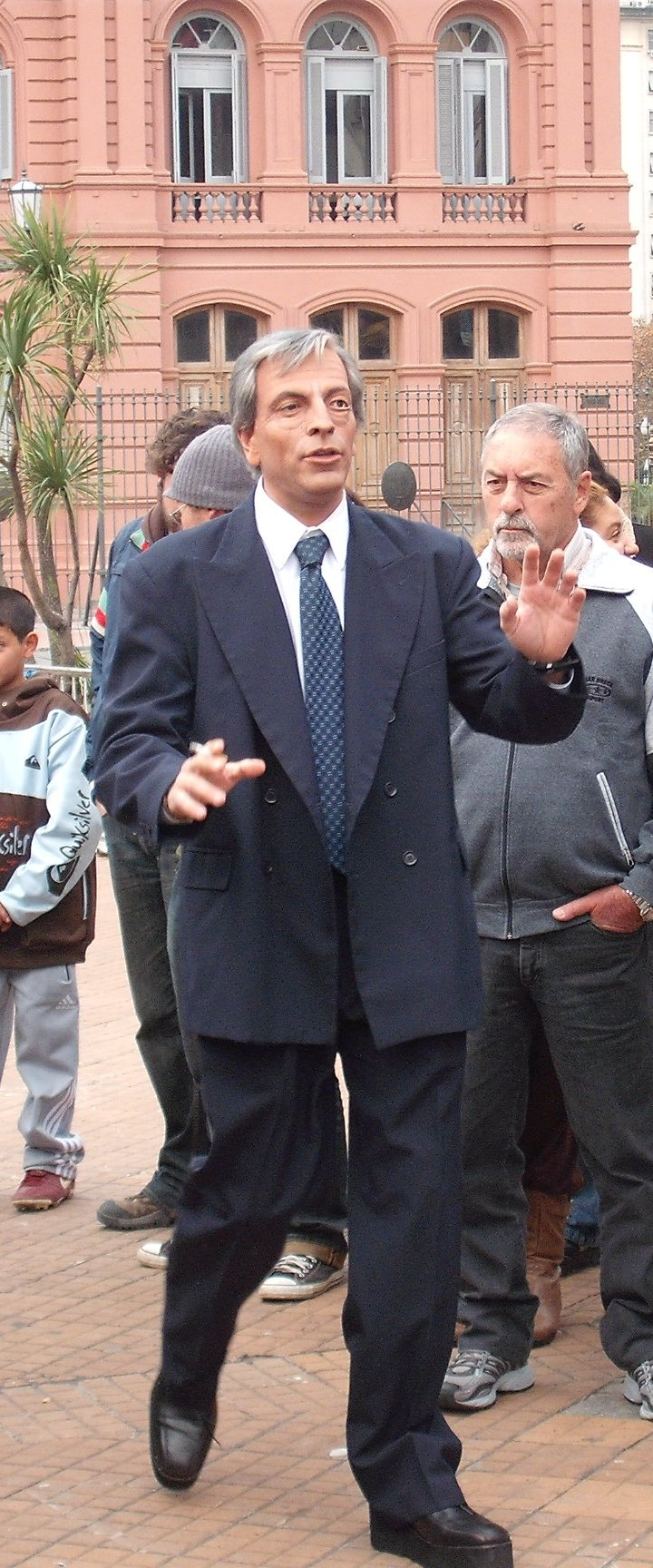
Freddy Villarreal interpreta Ángel Fierro
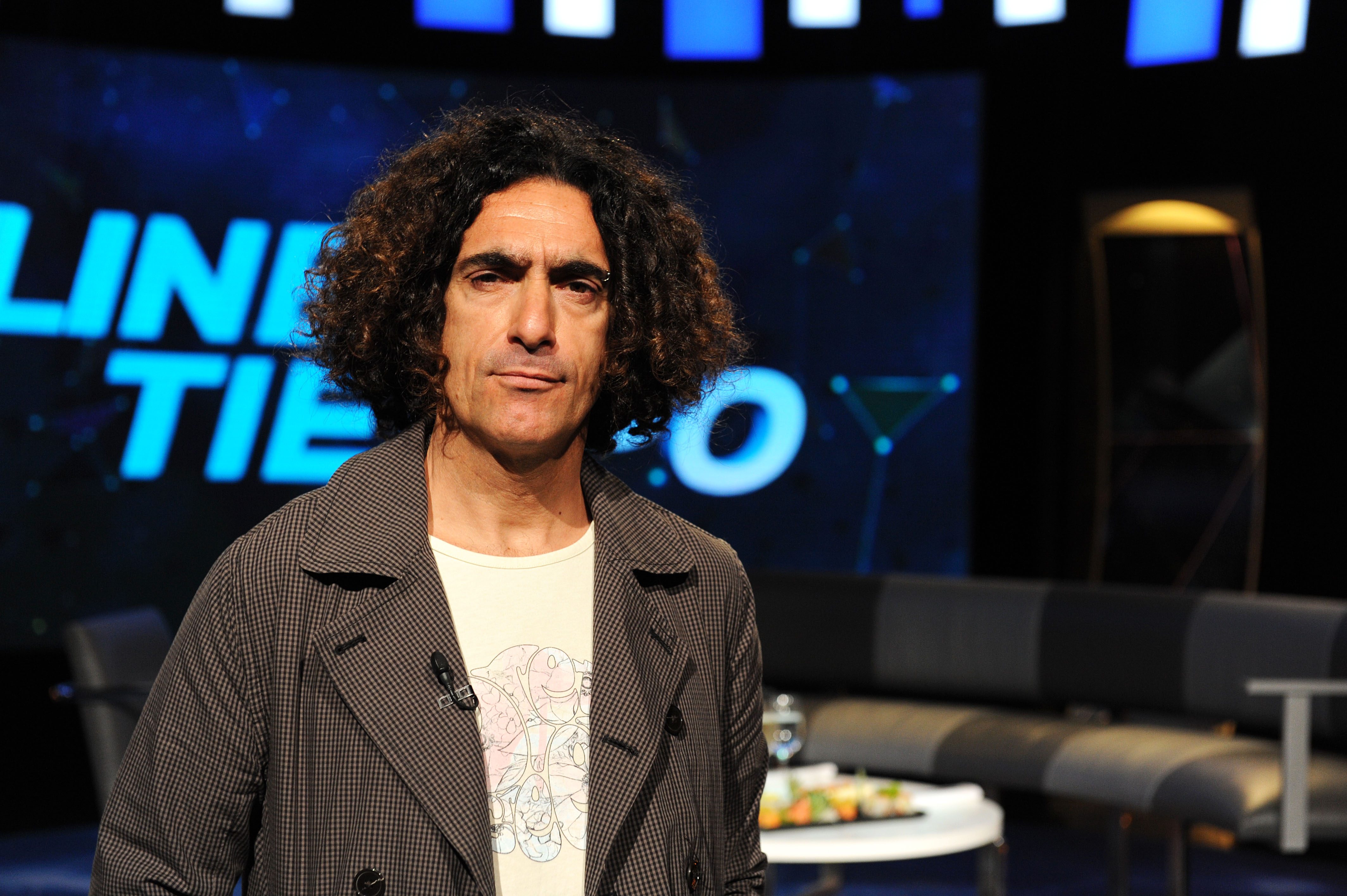
Favio Posca interpreta Ezequiel
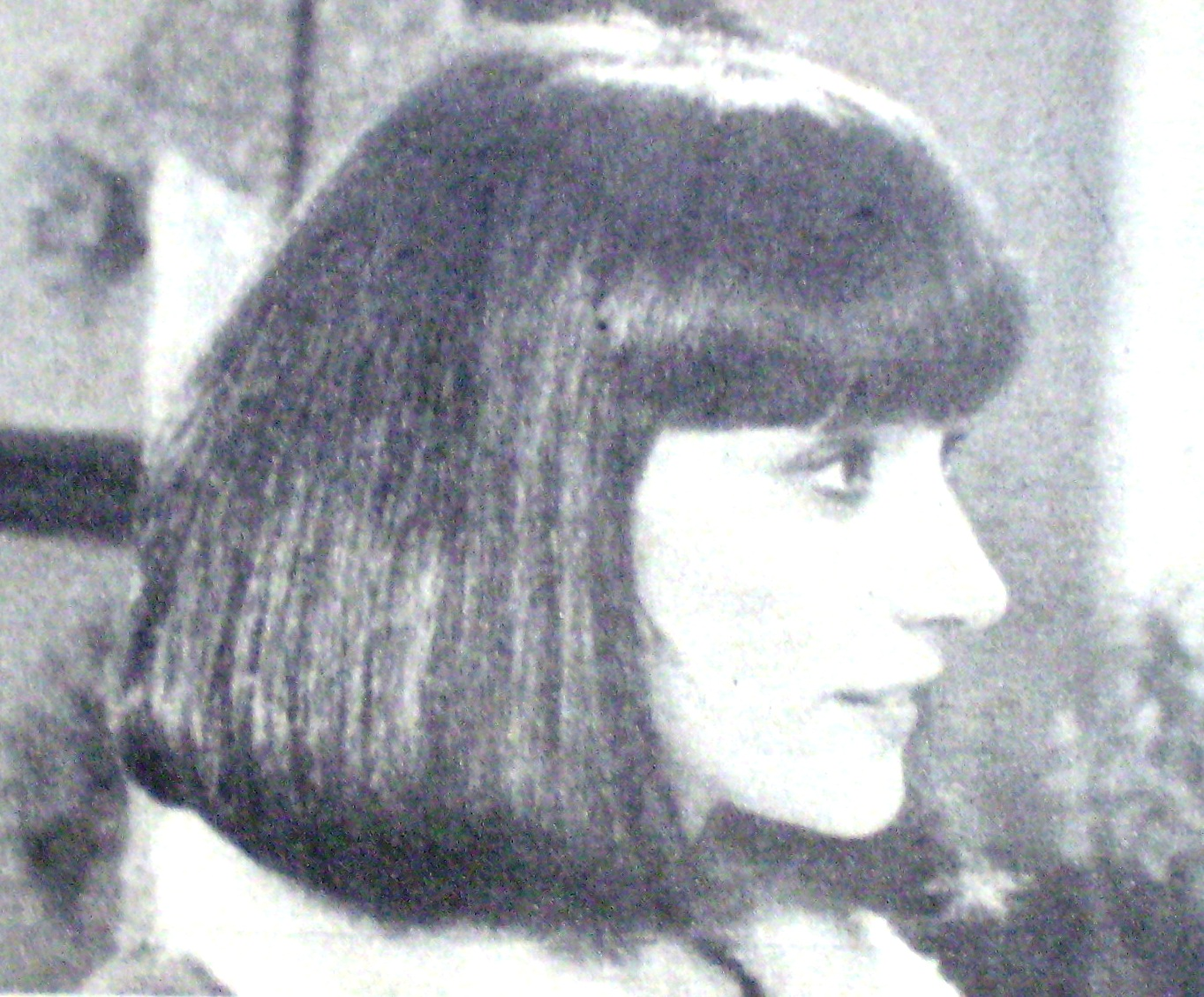
Dora Baret interpreta Mimicha

## Produzione

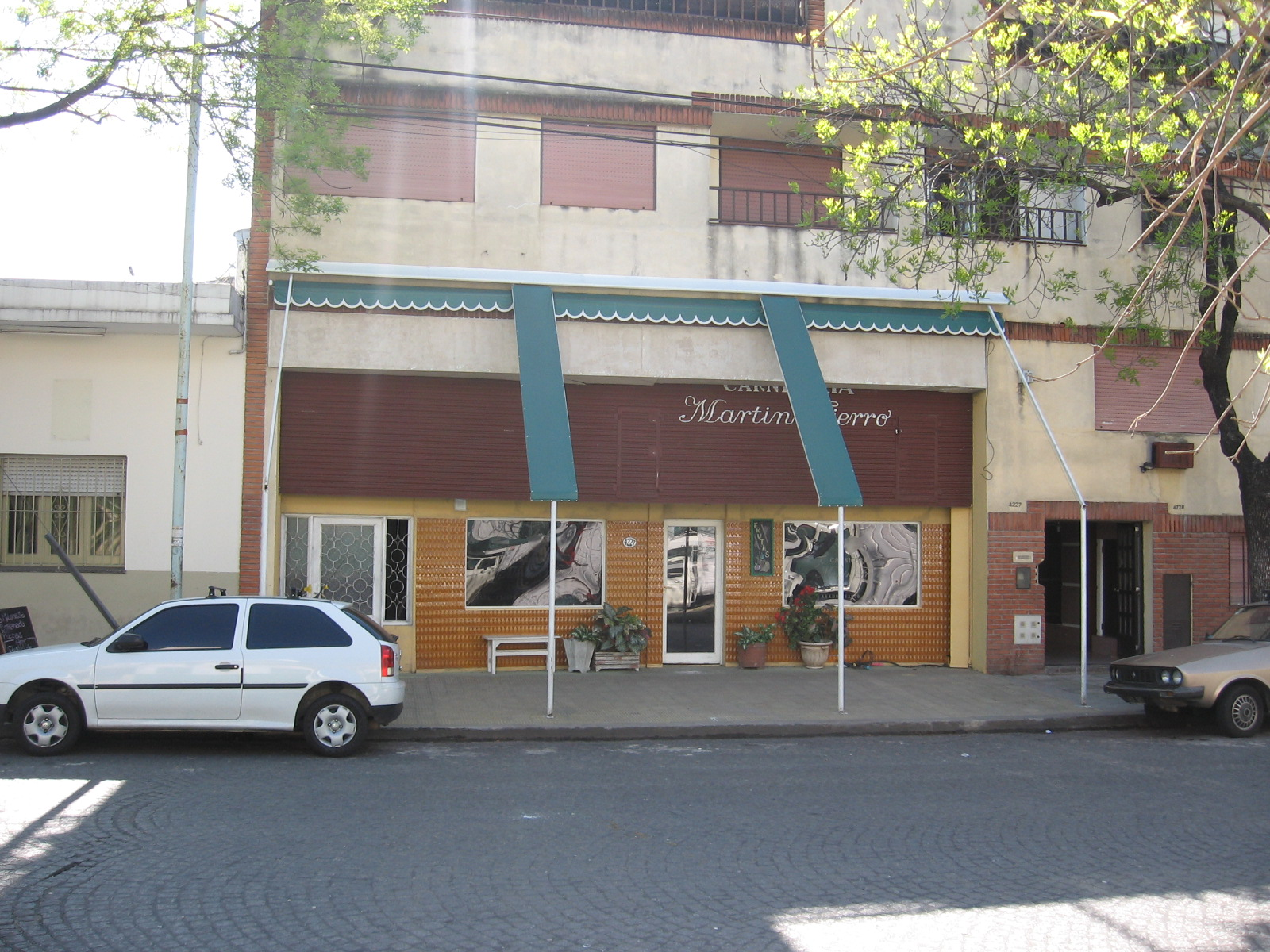
La macelleria della famiglia Fierro

Annunciata nel 2006 come serial TV in sostituzione di Sos mi vida per la rete Canal 13, nei mesi estivi dello stesso anno viene ufficializzato parte del cast: a comporlo vi sono Osvaldo Laport, María Valenzuela, Mariano Martínez e Soledad Fandiño. Anche Soledad Silveyra, Claudio García Satur e Betiana Blum vengono annunciati come componenti, ma non compaiono nel cast ufficiale. La Silveyra doveva interpretare la moglie del protagonista, ma nell'agosto viene confermata la Valenzuela in tale ruolo.
Le registrazioni cominciano il 20 novembre dello stesso con la programmazione prevista a partire dal gennaio dell'anno successivo. Le prime riprese svolte sono le esterne, effettuate nella città di Buenos Aires, organizzate in due unità lavorative, mentre alla fine di novembre sono iniziate quelle interne negli studi Aires de la calle Fitz Roy. A completare il cast sono Freddy Villarreal, Camila Bordonaba, Dora Baret e Favio Posca. Nel dicembre viene confermato gran parte del cast.
A partire dal 21 giugno 2007 prende parte Andrea Pietra, nel ruolo di Isabel, una donna che entrerà a far parte della vita di Martín, diventando un ostacolo tra l'uomo e la moglie Sandy.
Il 10 novembre 2007, l'attrice Vanesa González presenta l'album discografico tratto dal serial TV al Teatro Ópera, dove si è esibita con alcune tracce tratte dallo sceneggiato televisivo.

### Avvicendamenti del cast
I personaggi di Sissi, Karina e José María sono stati coinvolti in alcune situazioni che hanno riguardato i rispettivi attori e/o attrici.
L'attrice Mónica Antonopulos lasciò la serie per lavorare alla rappresentazione teatrale Extraña pareja, insieme a Carlos Calvo e Pablo Rago e sostituita da Isabel Macedo. All'interno della storia, il cambio è stato giustificato tramite uno shock subito dalla chirurgia plastica, a seguito della quale le avrebbe sfigurato il viso, diventando un'altra persona.
D'altro canto, l'attrice Camila Bordonaba (Karina nella serie) e Felipe Colombo (Lucho) crearono nel serial un gruppo musicale fittizio insieme al personaggio di Vanesa Gonzáles e per questo motivo entrambi avrebbero dovuto smettere di cantare, in virtù del contratto che i primi due avevano con la produttrice Cris Morena che non permetteva loro di interpretare canzoni in altre registrazioni. Successivamente, Bordonaba abbandona le riprese a causa di controversie contrattuali con la casa di produzione Pol-ka e per la relazione con Morena. Il personaggio non è stato sostituito, ma viene confermato nelle scene che è andato a vivere in un luogo lontano; comunque, viene ripreso verso la fine delle registrazioni.
Il padre di Morena Fontana, interpretato da Mario Pasik, abbandona permanentemente la telenovela per poter essere il protagonista di El hombre que volvió de la muerte.

### Luoghi di riprese
Per la puntata del 27 febbraio 2007, in cui la protagonista Sandy appare come una vedette del cabaret, le registrazioni sono avvenute in data 21 febbraio a Buenos Aires, nel barrio di Villa Devoto, precisamente nel Teatro Bernasconi. La giornata lavorativa ha avuto inizio alle 9:00 di mattina per concludersi alle 18:30. Alla coreografia, curata dalla ballerina e coreografa Andrea Surda, hanno preso parte 5 ballerine e 30 persone extra. Per l'episodio del giorno successivo, le riprese si sono svolte una settimana prima rispetto alla messa in onda al Club Tribunales di San Isidro, dove le registrazioni si sono prolungate per tutto l'arco della giornata, mentre per il capitolo del 6 marzo lo sceneggiato televisivo si è spostato nel Partido di Vicente López, nel Museo de la Fundación Romulo Raggio, alla presenza di 50 unità extra per un totale di ore dalle 12:00 alle 24:00.
Nel maggio il set si è trasferito nella località balneare di Mar de las Pampas. Nel dettaglio, tra il 12 e il 13 maggio del 2007 un gruppo di lavoro composto da tecnici, produttori, costumisti, addetti all'acconciatura e il regista per un totale di 25 persone hanno registrato alcune scene a partire dalle 6 di mattina in entrambi i giorni.

### Partecipazioni speciali
Ci sono alcuni attori ed attrici che entrano nella storia ed interpretano il loro personaggio solo per qualche episodio con un ruolo di supporto. Tra questi, il cantante e musico argentino Fena Della Maggiora ha preso parte a cinque episodi con il ruolo di Gianni, un ex fidanzato di Sisí. Inoltre, nella puntata del 23 gennaio 2007 appaiono i componenenti della selezione maschile di calcio per ciechi dell'Argentina, conosciuti come Los Murciélagos, con le riprese effettuate al complesso sportivo CeNARD del barrio di Núñez a Buenos Aires.
A partire dal capitolo del 7 febbraio 2007, recita Silvina Luna per tre puntate nel ruolo di Merlina, un'amica stretta di Sandra che ha avuto una storia con Juan Martín Fierro. Anche Ricardo Bauleo nella parte di Di Leva, un imprenditore della gastronomia e Eliana Guercio nel ruolo di Anabela fanno una partecipazione speciale alla fine del marzo del 2007.
Nell'aprile partecipa anche l'attore Rodrigo Guirao Díaz impersonando Bruno, un cameriere di un locale che frequentano Amadeo e Sandy. Le riprese vengono trasmesse il 19 aprile 2007, mentre nel luglio del 2007 prende parte Roxana Randón nella parte di Rita Maidana, la madre di Rita internata da diversi anni in neuropscihiatra dalla figlia. Nell'agosto appare Jimena, un'aspirante cantante che proverà ad ottenere un posto nella musica, interpretata da Chachi Telesco.

## Adattamenti
Sono stati creati due adattamenti: uno in Messico, dal titolo Alma de hierro e con protagonisti Alejandro Camacho e Blanca Guerra e uno in Grecia dal titolo Οι ατρόμητοι (Oi atromitoi), in cui i ruoli principali sono interpretati da Antonis Kafetzopoulos e Faii Kokkinopoulou.

## Accoglienza

### Ascolti
La serie ha raggiunto un buon rating: il primo episodio ha raggiunto quota 24.8 punti, diventando il più visto della fascia oraria, mentre quello trasmesso il 10 febbraio con 20.3 di rating è stato il più visto della giornata televisiva. L'ultimo episodio ha avuto una punta massima di 35.2, diventando il serial TV più di successo dell'anno.

## Riconoscimenti
Premio Clarín
- 2007 - Candidatura per la fiction giornaliera drama[29]

Premio Martín Fierro
- 2007 - Candidatura per la telecommedia[30]
- 2007 - Candidatura per l'attrice protagonista di commedia a María Valenzuela[30]
- 2007 - Candidatura per l'attore protagonista di commedia a Osvaldo Laport[30]
- 2007 - Candidatura per l'attore protagonista di commedia a Mario Pasik[30]
- 2007 - Candidatura per l'attrice di reparto di commedia a Dora Baret[30]
- 2007 - Candidatura per il tema musicale originale[30]
- 2007 - Candidatura per la partecipazione speciale in fiction a Andrea Pietra[30]
- 2008 - Candidatura per l'attrice protagonista di commedia a María Valenzuela[31]